# Evertsberg
Evertsberg ist ein Ort (tätort) in der schwedischen Provinz Dalarnas län und der historischen Provinz Dalarna.

## Kapelle von Evertsberg
Die Ursprünge der Kapelle von Evertsberg (Evertsbergs kapell) gehen wohl auf das 13. Jahrhundert zurück. Die heutige Kapelle wurde 1750 erbaut. Die kleine Kirche überrascht mit einem Flügelaltar von etwa 1450 aus Nürnberg. Wie dieser Altar nach Evertsberg kam, ist ungewiss. Die jetzige Orgel stammt von 1925 und wurde von dem Orgelbauer G. Rieger geschaffen. Der Glockenturm steht neben der Kapelle. Er wurde unter Leitung des damaligen Gemeindepfarrers Petri L. Sudermannis (tätig von 1628 bis 1657) aufgestellt.

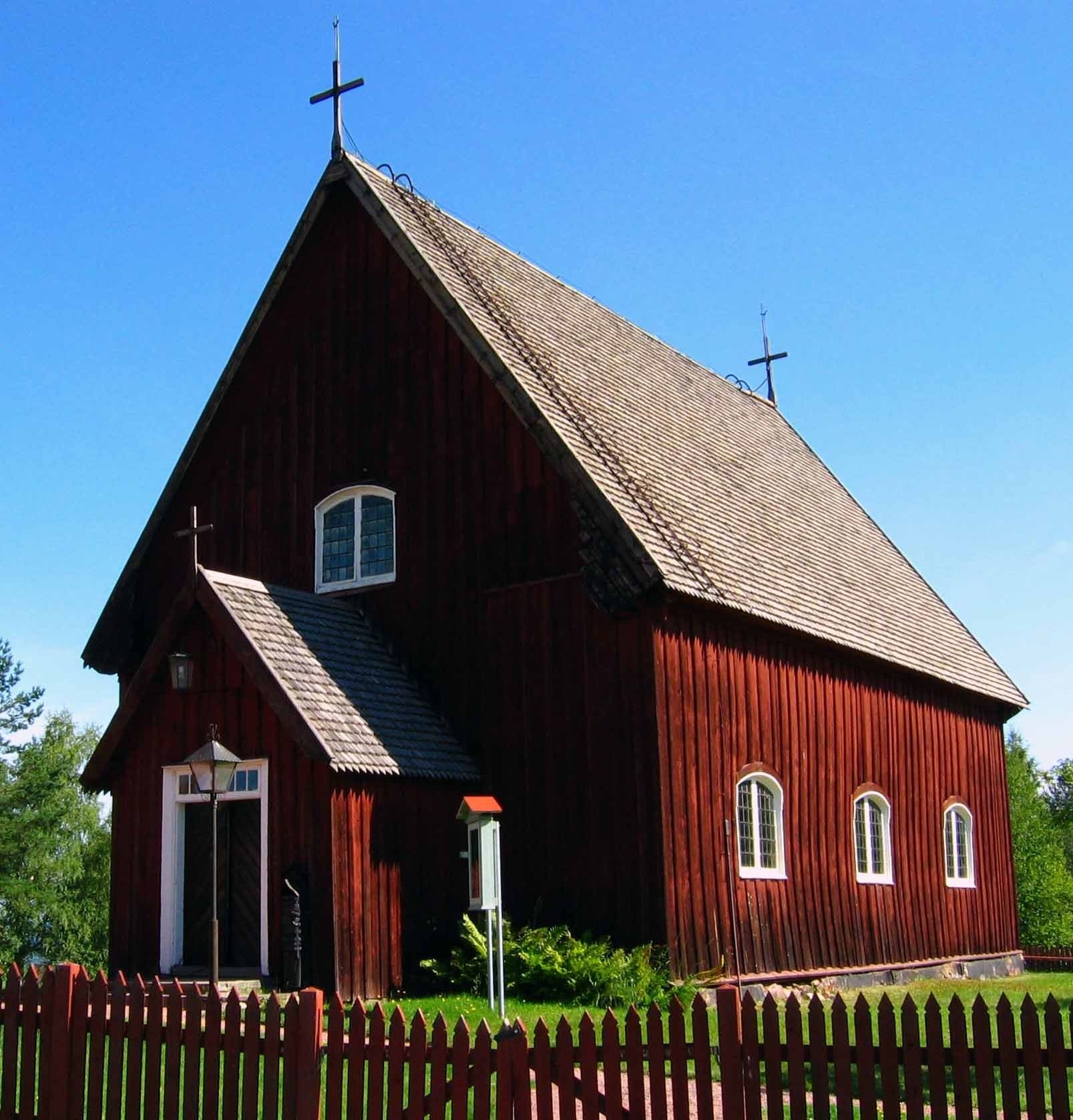
Die Kapelle von Evertsberg
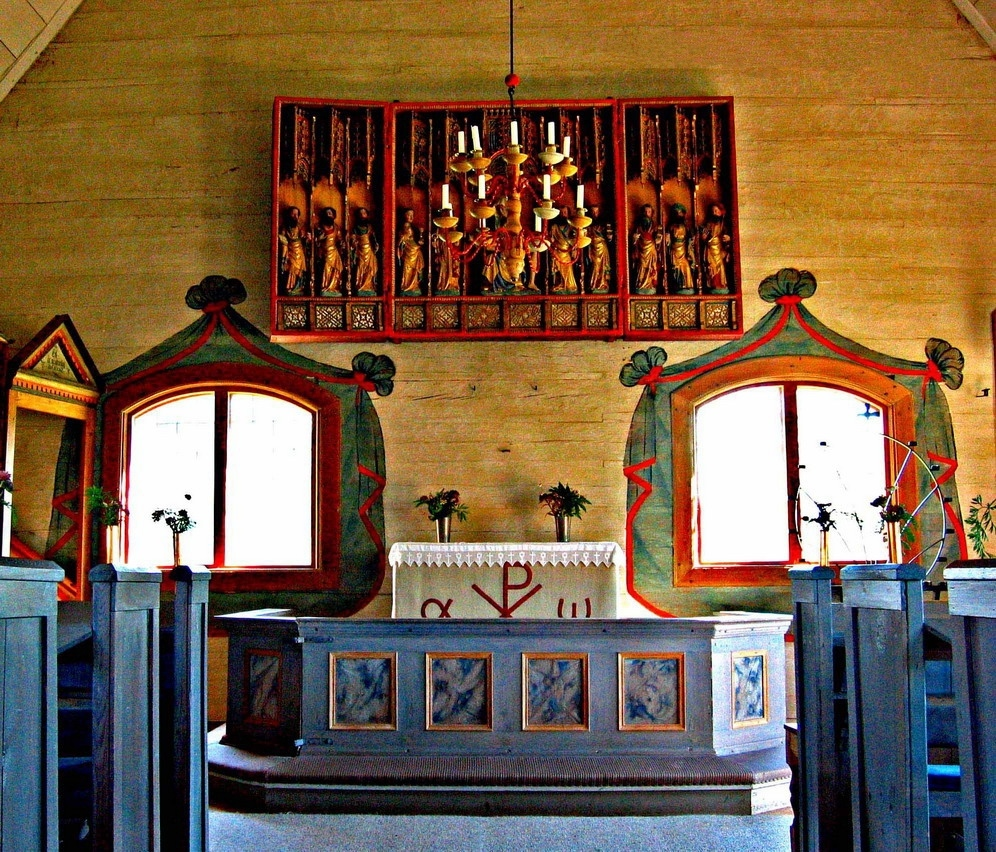
Die Kapelle von Evertsberg

## Söhne und Töchter der Stadt
- Lena Willemark (* 1960), Folk- und Jazzmusikerin